# Eduardo Schaerer

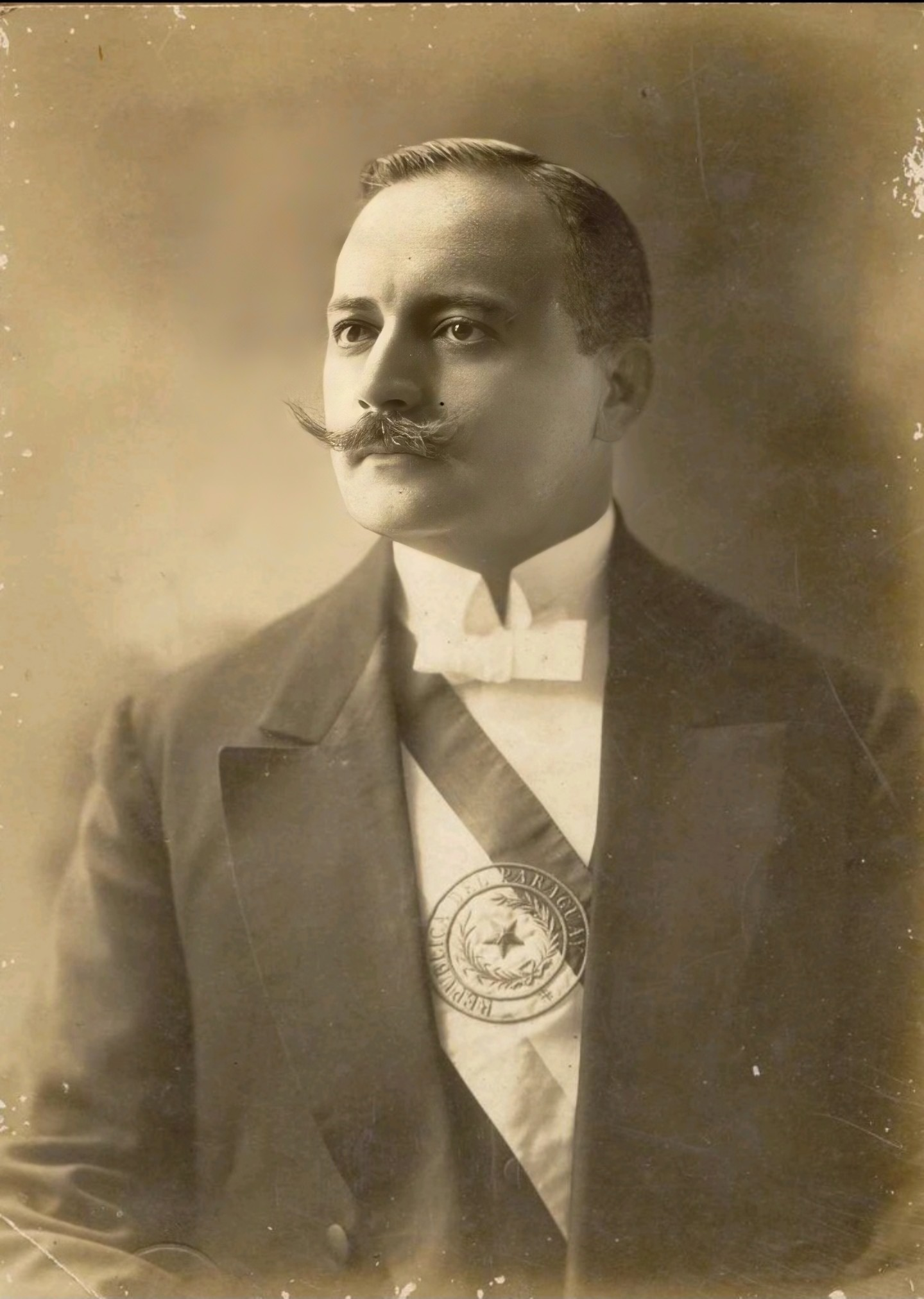
Eduardo Schaerer

Eduardo Schaerer Vera y Aragón (* 2. Dezember 1873 in Caazapá; † 12. November 1941 in Buenos Aires) war ein paraguayischer Unternehmer, Verleger und liberaler Politiker. Er war Präsident Paraguays vom 15. August 1912 bis 15. August 1916.

## Leben
Sein Vater Jakob Schaerer Künzli (auch Santiago Schaerer genannt) stammte aus Vordemwald in der Schweiz, weshalb er auch das Schweizer Bürgerrecht besaß. Seine Mutter war Isabel Vera y Aragón aus Caazapá.
1904 gründete und finanzierte er die Zeitung El Diario, 1925 die Zeitung La Tribuna. Er war von 1908 bis 1911 Bürgermeister von Asunción und danach Innenminister.
Während seiner Präsidentschaft baute er unter anderem das Bildungssystem in den ländlichen Gebieten aus und erhöhte die Renten für Kriegsveteranen. Es gelang ihm auch, die innenpolitische Lage zu stabilisieren und den Aufbau der brachliegenden Wirtschaft einzuleiten. Er wurde 1916 durch Manuel Franco abgelöst und blieb bis 1921 Abgeordneter des Senats. 
Wegen der Beteiligung an einem gescheiterten Putschversuch wurde er 1931 aus dem Land gewiesen. In seinem Exil in Argentinien starb er 67-jährig.